# N'Fiss
 (mars 2015).
Si vous disposez d'ouvrages ou d'articles de référence ou si vous connaissez des sites web de qualité traitant du thème abordé ici, merci de compléter l'article en donnant les références utiles à sa vérifiabilité et en les liant à la section « Notes et références ».
L’oued N'Fiss (arabe : واد نفيس ; berbère : Asif Ounfis  ou ⴰⵙⵉⴼ ⵏⴼⵉⵙ), est un cours d'eau marocain, affluent de rive gauche de l'oued Tensift, dans la région Marrakech-Safi. Il prend sa source dans le Haut Atlas et se jette dans le Tensift, à une trentaine de kilomètres à l'ouest de Marrakech.

## Cours
Le N'Fiss (Anfis en berbère) prend sa source sur le flanc oriental du djbel Tichka (ou Touchka) et coule d'abord vers l'est. Au bas du col du Tizi N'Test, il oblique vers le nord-est. La route R 203 qui descend du col en direction de Marrakech emprunte sa vallée, à travers le pays Goundafa ; les kasbahs des Goundafa dominent son cours en amont d'Ijoukak. Après Ouirgane et son barrage, tandis que la R 203 continue vers le nord-est, le N'Fiss se dirige vers le nord, traverse des gorges et alimente la retenue du barrage de Lalla Takarkoust. Au-delà du barrage, il débouche dans la plaine du Haouz et oblique légèrement, puis plus nettement, vers le nord-ouest. Après avoir été franchi par la route de Marrakech à Agadir et Essaouira (N 8), puis par l'autoroute A7, il rejoint le Tensift.

## Affluents
Le N'Fiss reçoit un certain nombre d'affluents, ruisseaux au débit irrégulier descendant des pentes du Haut Atlas. Parmi eux, les plus importants sont, en rive droite, l'oued Agoundis, qui prend sa source sur le flanc sud du djebel Toubkal et rejoint le N'Fiss à Ijoukak, et, en rive gauche, l'oued Amizmiz, qui arrose la ville du même nom et se jette dans la retenue du barrage de Lalla Takerkoust.

## Barrages
Deux barrages importants sont situés sur le cours du N'Fiss, l'un est situé près d'Ouirgane, l'autre, plus en aval, est le barrage de Lalla Takarkoust, qui a remplacé un équipement plus ancien, connu à l'époque du Protectorat sous le nom de barrage de Cavagnac.